# Takuya Mikami
Takuya Mikami (三上 卓哉 Mikami Takuya?, nacido el 13 de febrero de 1980 en Saitama) es un exfutbolista japonés. Jugaba de defensa y su último club fue el Ehime FC de Japón.

## Trayectoria

### Clubes
| Club           | País  | Año         |
| -------------- | ----- | ----------- |
| Urawa Reds     | Japón | 2002 - 2004 |
| Kyoto Sanga FC | Japón | 2004 - 2007 |
| Ehime FC       | Japón | 2008 - 2011 |

## Estadística de carrera

### J. League
| Club               | Año   | J. League | J. League | Copa J. League | Copa J. League | Total | Total |
| Club               | Año   | Part.     | Goles     | Part.          | Goles          | Part. | Goles |
| ------------------ | ----- | --------- | --------- | -------------- | -------------- | ----- | ----- |
| Urawa Reds         | 2002  | 0         | 0         | 0              | 0              | 0     | 0     |
| Urawa Reds         | 2003  | 4         | 0         | 4              | 0              | 8     | 0     |
| Urawa Reds         | 2004  | 1         | 0         | 1              | 0              | 2     | 0     |
| Kyoto Purple Sanga | 2004  | 19        | 0         | -              | -              | 19    | 0     |
| Kyoto Purple Sanga | 2005  | 38        | 1         | -              | -              | 38    | 1     |
| Kyoto Purple Sanga | 2006  | 11        | 0         | 5              | 0              | 16    | 0     |
| Kyoto Sanga FC     | 2007  | 25        | 1         | -              | -              | 25    | 1     |
| Ehime FC           | 2008  | 35        | 0         | -              | -              | 35    | 0     |
| Ehime FC           | 2009  | 29        | 0         | -              | -              | 29    | 0     |
| Ehime FC           | 2010  | 12        | 0         | -              | -              | 12    | 0     |
| Ehime FC           | 2011  | 4         | 0         | -              | -              | 4     | 0     |
| Total              | Total | 178       | 2         | 10             | 0              | 188   | 2     |

## Palmarés

### Títulos nacionales
| Título         | Club               | País  | Año  |
| -------------- | ------------------ | ----- | ---- |
| Copa J. League | Urawa Reds         | Japón | 2003 |
| J2 League      | Kyoto Purple Sanga | Japón | 2005 |